# Der deutsche Freund
Der deutsche Freund (Spanischer Originaltitel: El amigo alemán) ist ein Film der deutsch-argentinischen Regisseurin und Drehbuchautorin Jeanine Meerapfel aus dem Jahr 2012.

## Handlung
Sulamit Löwenstein und Friedrich Burg sind Kinder deutscher Emigranten, die im Buenos Aires der 1950er-Jahre einander gegenüber wohnend aufwachsen. Die jüdische Familie Sulamits ist vor dem Holocaust nach Südamerika geflohen, die Familie Friedrichs gehörte den Nazis an und änderte beim Untertauchen in Argentinien ihren Namen. Sulamit und Friedrich freunden sich an und verlieben sich ineinander.
Als Friedrich herausfindet, dass sein Vater bei der SS und Kriegsverbrecher war, bricht er mit der Familie, geht nach Deutschland und schließt sich der Studentenbewegung an. Sulamit folgt ihm mit einem deutschen Stipendium nach Frankfurt, jedoch ist in der politischen Besessenheit Friedrichs kein Platz für eine Liebesbeziehung. Sie lernt daraufhin den Dozenten Michael kennen und lieben, verfolgt jedoch weiterhin Friedrichs Tun.
Für den Kampf gegen die argentinische Militärdiktatur kehrt Friedrich nach Argentinien zurück und wird bei einer bewaffneten Aktion verhaftet und interniert. Sulamit, die von Friedrichs Verschwinden erfährt, fliegt nach Argentinien, findet seinen Aufenthaltsort heraus und besucht ihn im Gefängnis – nachdem ihr eine Unterstützergruppe der politischen Gefangenen einen falschen Pass verschafft hat. Sie stellt dabei fest, dass sie Friedrich über alles liebt, und trennt sich bei ihrer Rückkehr nach Deutschland von Michael.
Nach dem Machtwechsel in Argentinien 1983 wird Friedrich freigelassen und geht nach Patagonien, um die dortigen indianischen Ureinwohner beim Kampf um ihr Land zu unterstützen. Wieder fliegt Sulamit nach Argentinien, um ihn – den sie immer noch liebt – zu treffen.

## Hintergrund
Der Film, dessen Handlung sich über mehrere Jahrzehnte erstreckt, hat deutlich autobiografische Züge der Regisseurin Jeanine Meerapfel. Ähnlich ihrer Protagonistin Sulamit stammt sie aus einer während des Zweiten Weltkriegs nach Argentinien geflohenen deutsch-jüdischen Familie, wuchs im Buenos Aires der 1950er-Jahre auf, studierte zur Zeit der Studentenbewegung in Deutschland und arbeitete hier später.
Meerapfel hat in ihren Film zeitdokumentarisches Filmmaterial eingearbeitet. Die Sprache in den Filmszenen ist je nach Handlungsort und Personenkonstellation vorwiegend Spanisch oder Deutsch. Interessant ist dabei, dass Sprache als primäres Identitätsmerkmal eingesetzt wird: Sulamits Mutter spricht mit ihr Deutsch, und Sulamit antwortet auf Spanisch. In der synchronisierten deutschen Fassung ist dieser Effekt nicht realisiert.

## Rezeption
Die Deutsche Film- und Medienbewertung schreibt, der Film sei ein „… sehr persönlicher Einblick in die deutsche und die argentinische Geschichte, eine Zeit des Umbruchs, die dank sorgfältiger Recherche authentisch dargestellt wird. Sensibel und zurückhaltend unterstützt die Filmmusik die starken Einstellungen.“ Der Film wird von ihr als besonders wertvoll eingestuft.

## Auszeichnungen
- 2012: Fünf Nominierungen in den Kategorien Bester Film, Beste Regie, Beste weibliche Hauptrolle (Celeste Cid), Bestes Szenenbild und Beste Musik für den renommierten argentinischen Filmpreis Cóndor de Plata.[4]